# 大槻太毅
大槻 太毅（おおつき だいき、1988年4月27日 - ）は、日本の物理学者。京都大学人間環境学研究科。物質科学の専門家。日本物理学会、日本放射光学会所属。

## 経歴
- 2006年 春日部共栄高等学校卒業
- 2011年 東京理科大学理学部応用物理学科卒業
- 2013年 東京大学大学院理学系研究科物理学専攻修士課程修了
- 2016年 東京大学大学院理学系研究科物理学専攻博士課程修了 博士(理学)
- 2013-2016年 日本学術振興会特別研究員（DC1）
- 2016年4月より 京都大学大学院人間・環境学研究科 助教

## 受賞
- 2012年8月 XXIst International Symopossium on Jahn-Teller effects, Poster Award
- 2015年4月 Journal of Physical Society of Japan, Most cited articles in 2014 from vol. 82